# Baragoi
Baragoi est une ville du Kenya, située dans le district de Samburu (province de la Vallée du Rift). Elle se trouve au nord de Maralal et à l'est de la vallée de Suguta. Baragoi compte environ 20 000 habitants, principalement d'ethnie Samburu, Turkana et Somali.